# Smith Micro Software
Smith Micro Software（スミス・マイクロ・ソフトウェア）は、アメリカ合衆国のアリソ・ビエホ (カリフォルニア州)に本拠を置く、コンピュータグラフィックス向けのソフトウェアを開発・販売している米国企業である。1982年に社長兼CEOのWilliam W. Smith, Jr.が創立した。
以前、セルシスの海外代理店でもあり、北米とヨーロッパを中心に一部製品の販売を行っている。

## 主な製品
- Rebelle
  - エスケープモーションズ社（Escape Motions）のリアルなデジタル水彩＆アクリルペイントで描けるソフトウェア。新バージョン「Rebelle 3」のダウンロード版がリリースされた。
- MOHO
  - 2Dアニメーション制作ソフトの一つ。一時期「Anime Studio」という名で発売されていた。新バージョン「Moho Pro 13」のダウンロード版がリリースされた。
- MotionArtist
  - 漫画に音声とアニメーション演出を加えた「モーションコミック」というコミックムービーの制作ソフトである。
- PhotoDonut
  - デジカメの写真を美しいアートに変化できる画像編集ソフト。新バージョン「PhotoDonut 2」のダウンロード版がリリースされた。
- Flame Painter
  - エスケープモーションズ社（Escape Motions）の多彩なエフェクトを持つパーティクルブラシが特徴的なペイントソフト。新バージョン「Flame Painter 4」のダウンロード版がリリースされた。
- StuffIt
  - データ圧縮およびアーカイブ形式。

## 過去の製品
代理・販売状況の公開を終了した製品。
- Poser
  - e frontier Americaより買収した3DCGソフトウェア。日本語版の販売はイーフロンティアが行っている。
- Manga Studio
  - セルシス社の開発していたマンガ制作ソフト「ComicStudio」の海外版[2]。現在はComicStudioと同じく販売終了。
- CLIP STUDIO PAINT 英語版
  - セルシス社の開発しているイラスト・マンガ制作ソフト。Manga Studioの後継。Smith Micro Softwareは北米、ヨーロッパでの発売を行っている[3]。現在は販売終了。